# Premier port Pétrolier
Le premier port Pétrolier (en néerlandais : Eerste Petroleumhaven) est un bassin portuaire et port pétrolier d'avant-guerre créé en 1933 situé dans le port de la commune néerlandaise de Rotterdam.
Le premier port Pétrolier a été creusé entre 1929 et 1933 et a été conçu pour le transbordement de pétrole du Royal Shell. Shell se situait sur la Sluisjesdijk dans la zone du port du Waal. Ce site deviendra par la suite trop petit pour l'entreprise.